# Classement UEFA des stades
 (août 2024).

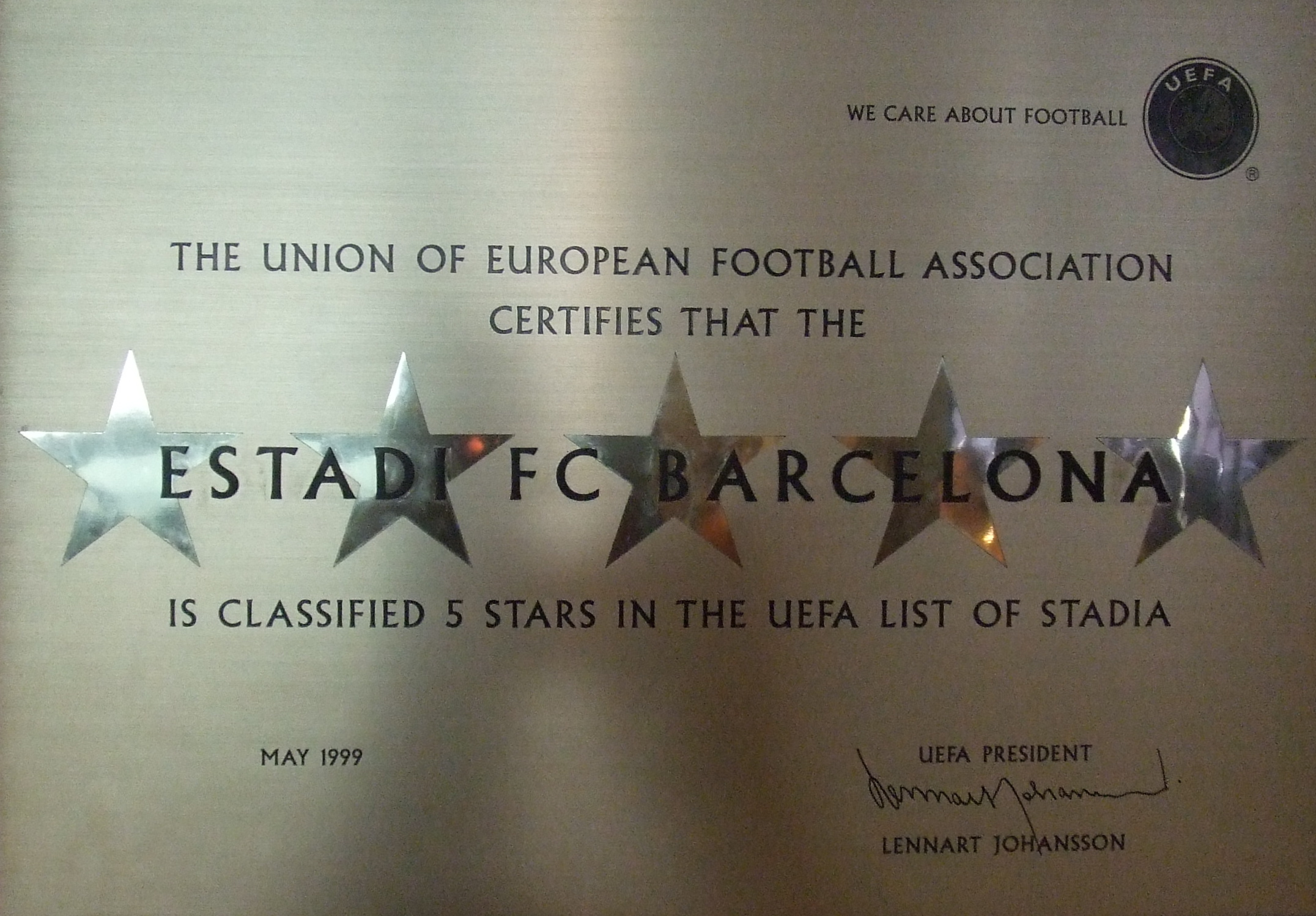
Camp Nou, stade 5 étoiles.

Le classement UEFA des stades est un système de notation des stades de football en Europe mis en place par l'Union des associations européennes de football (UEFA). Cette évaluation se fait suivant des critères de capacité, de sécurité et de confort. Un label sous la forme de nombre de catégories est attribué aux stades. Seuls les stades les mieux notés peuvent accueillir les grands événements, tels que la finale de la Ligue des Champions ou de la Ligue Europa.
Jusqu'en 2006, les stades sont notés avec des étoiles (de une à cinq). Depuis, le classement comporte quatre rangs (de la catégorie 1 à la 4), la catégorie 4 étant appelée catégorie Élite jusqu'en 2010. Il n'existe pas de liste officielle des stades respectant ces critères.

## Principe
Ces stades sont étudiés dans le but d'assurer un maximum de sécurité et de confort aux spectateurs, afin notamment d'éviter les catastrophes pouvant survenir durant des matchs de football. La lutte contre le hooliganisme est aussi une priorité, d'où l'installation systématique de caméras de surveillance.
Divers critères sont pris en compte, tels que l’évacuation du stade, son accès aux transports en commun, etc.
Ces obligations ne sont pas forcément exigées pour les matchs de qualification et de phases éliminatoires, toutefois certaines de ces règles peuvent être exigées au moins transitoirement pendant l’épreuve pour certaines rencontres et il appartient à la fédération nationale du pays organisateur de trouver un stade adapté à ces demandes.

## Règles pour l’obtention du statut
| Critères                                                       | Catégorie 1                                   | Catégorie 2                                                       | Catégorie 3                                                       | Catégorie 4                                                       |
| -------------------------------------------------------------- | --------------------------------------------- | ----------------------------------------------------------------- | ----------------------------------------------------------------- | ----------------------------------------------------------------- |
| Dimensions du terrain                                          | de 100 à 105 m de long, de 64 à 68 m de large | de 100 à 105 m de long, de 64 à 68 m de large                     | 105 m de long, 68 m de large                                      | 105 m de long, 68 m de large                                      |
| Taille minimale du vestiaire des arbitres                      | Aucune                                        | Aucune                                                            | 20 m2                                                             | 20 m2                                                             |
| Puissance minimale des projecteurs                             | au gré du diffuseur                           | 800 lux dans la direction principale                              | 1 400 lux dans la direction principale                            | 1 400 lux sur toutes les aires de jeu                             |
| Places de parking pour les invités de marque (VIP)             | 20                                            | 50                                                                | 100                                                               | 150                                                               |
| Places debout                                                  | Autorisées                                    | Interdites (tolérées dans certains cas exceptionnels depuis 2022) | Interdites (tolérées dans certains cas exceptionnels depuis 2022) | Interdites (tolérées dans certains cas exceptionnels depuis 2022) |
| Capacité minimale                                              | 200                                           | 1 500                                                             | 4 500                                                             | 8 000                                                             |
| Places dans le carré VIP                                       | 50                                            | 100                                                               | 250                                                               | 500                                                               |
| Places VIP pour l'équipe visiteuse                             | 10                                            | 20                                                                | 50                                                                | 100                                                               |
| Surface minimale du carré VIP                                  | Aucune                                        | Aucune                                                            | Aucune                                                            | 400 m2>                                                           |
| Surface minimale de la zone presse                             | 50 m2                                         | 100 m2 pour 50 personnes                                          | 100 m2 pour 50 personnes                                          | 200 m2 pour 75 personnes                                          |
| Nombre minimum de photographes                                 | Aucun                                         | Aucun                                                             | 15                                                                | 25                                                                |
| Espace minimal pour la caméra principale                       | 4 m2 pour au moins 1 camera                   | 6 m2 pour 2 caméras                                               | 6 m2 pour 2 caméras                                               | 10 m2 pour 4 caméras                                              |
| Nombre de sièges minimal dans la zone presse                   | 20, 5 avec bureau                             | 20, 10 avec bureau                                                | 50, 25 avec bureau                                                | 100, 50 avec bureau                                               |
| Nombre minimum de zones pour les commentateurs                 | 2                                             | 3                                                                 | 5                                                                 | 25                                                                |
| Nombre minimum de studios de télévision                        | 1 salle transformable en studio               | 1                                                                 | 2                                                                 | 2, dont un avec vue sur le terrain                                |
| Nombre minimum de zones pour les interviews                    | Aucune                                        | Aucune                                                            | Aucune                                                            | 4                                                                 |
| Aire minimale pour les cars-régie                              | 100 m2                                        | 200 m2                                                            | 200 m2                                                            | 1 000 m2                                                          |
| Nombre minimal de sièges dans la salle de conférence de presse | 1                                             | 30                                                                | 50                                                                | 75                                                                |